# Santos Dumont (Manaus)
O Santos Dumont é um conjunto residencial de Manaus, pertencente à Zona Centro-Oeste. Situa-se dentro do bairro Da Paz.  Fundado em 1980, o conjunto foi criado inicialmente para aviadores, porém, logo foi aberto à população geral. Quando o conjunto foi entregue, não existia linha telefônica nem transporte coletivo e o abastecimento de água e energia elétrica eram precários, em função das dificuldades locais no início, o conjunto e seus moradores deram vida ao comércio na Av. Torquato Tapajós, que até então não era movimentado. Os serviços básicos foram chegando durante a década de 80.